# Vito Florio
Vito Florio (Trieste, 9 giugno 1938 – Trieste, 18 settembre 2018) è stato un calciatore italiano, di ruolo centrocampista.

## Palmarès

### Club

#### Competizioni nazionali
- Serie C: 2

Catanzaro: 1958-1959
Reggina: 1964-1965

#### Competizioni regionali
- Promozione: 1

Vis Pesaro: 1972-1973